# Express Airways
Express Airways war eine slowenische Fluggesellschaft mit Sitz in Orehova vas.

## Geschichte
Express Airways wurde 1999 gegründet und flog am Anfang als Frachtfluggesellschaft im Auftrag für FedEx europaweit mit Fokker F-27, Short 360 und Airbus A300. Später bot sie Flugunterricht, Panorama- und Linienflüge an.
Im März 2016 wurde die Lizenz entzogen und der Flugbetrieb musste eingestellt werden.

## Flugziele
Im Sommer 2015 wurden Linienflüge von Deutschland nach Kroatien angeboten.

## Flotte

### Flotte bei Betriebseinstellung
Mit Stand Juli 2015 bestand die Flotte der Express Airways aus einer ATR 72-500.

### Zuvor eingesetzte Flugzeuge
- Airbus A300
- Fokker F-27 Friendship
- Short 360